# Maruschka Waldus
Maruschka Waldus (Heerenveen, 20 september 1992) is een voormalig Nederlands voetbalspeelster die doorgaans in de verdediging speelde.

## Clubcarrière
Met Twente speelde Waldus in de Champions League tegen Sparta Praag en Olympique Lyonnais. In de wedstrijd tegen Praag wist Waldus te scoren.
Waldus was in mei 2015 de eerste Nederlandse speelster die uitkwam in de Amerikaanse NWSL. Samen met Marlous Pieëte was ze in 2017 de eerste Nederlandse speelster in de Australische W-League.
In 2020 won ze met Vålerenga de Noorse landstitel en beker. 
Na voor diverse clubs te zijn uitgekomen, keerde Waldus in 2024 terug in Nederland bij Feyenoord, waar ze de nieuwe aanvoerster werd. Na het seizoen 2024/25 besloot Waldus een einde aan haar profcarrière te maken.

## Privé
In 2015 ging Waldus naar Alabama om daar aan de universiteit een marketingopleiding te doen. Ze speelde toen kort in de NWSL, maar omdat ze geen werkvergunning kreeg ging ze naar Duitsland om daar verder te spelen.